# Eridolius orbitalis
Eridolius orbitalis är en stekelart som först beskrevs av Cresson 1864.  Eridolius orbitalis ingår i släktet Eridolius och familjen brokparasitsteklar. Inga underarter finns listade i Catalogue of Life.